# Paul Schmidt (athlétisme)
Pour les articles homonymes, voir Schmidt et Paul Schmidt (homonymie).
Paul Schmidt (né le 9 août 1931 à Nebrowo Wielkie) est un athlète allemand, spécialiste du 800 mètres. 

## Biographie
Il remporte la médaille de bronze du 800 mètres lors des championnats d'Europe d'athlétisme 1958 et 1962.
Il se classe quatrième des Jeux olympiques de 1960, à Rome.

### Palmarès
| Date | Compétition           | Lieu      | Résultat | Épreuve | Performance  |
| ---- | --------------------- | --------- | -------- | ------- | ------------ |
| 1958 | Championnats d'Europe | Stockholm | 3e       | 800 m   | 1 min 47 s 9 |
| 1960 | Jeux olympiques       | Rome      | 4e       | 800 m   | 1 min 47 s 6 |
| 1962 | Championnats d'Europe | Belgrade  | 3e       | 800 m   | 1 min 51 s 2 |

### Records
| Épreuve | Performance  | Lieu    | Date              |
| ------- | ------------ | ------- | ----------------- |
| 800 m   | 1 min 46 s 2 | Cologne | 20 septembre 1959 |